# SP-421
A SP-421 é uma rodovia transversal do estado de São Paulo, administrada pelo Departamento de Estradas de Rodagem do Estado de São Paulo (DER-SP) e pela concessionária CART.

## Denominações
Recebe as seguintes denominações em seu trajeto:
Nome:	José Bassil Dower, Rodovia
- De - até:	SP-333 - Oscar Bressane - Paraguaçu Paulista
- Legislação:	LEI 4.899 DE 12/12/85

Nome:	Miguel Deliberador, Vereador, Rodovia
- De - até:	Paraguaçu Paulista - SP-270
- Legislação:	LEI 7.751 DE 01/04/92

Nome:	Jorge Bassil Dower, Prefeito, Rodovia
- De - até:	SP-270 - SP-457 (Iepê)
- Legislação:	LEI 7.751 DE 01/04/92

Nome:	Rodolfo Ribeiro de Castro, Rodovia
- De - até:	SP-457 (Iepê) - Divisa Paraná (Usina Escola de Engenharia Mackenzie)

## Descrição
Principais pontos de passagem: SP 333 - Paraguaçu Paulista -Iepê - Divisa PR (Usina Esc. Engª Univ. Mackenzie)

## Características

### Extensão
- Km Inicial: 0,000
- Km Final: 150,180

### Localidades atendidas
- Echaporã
- Oscar Bressane
- Lutécia
- Paraguaçu Paulista
- Conceição de Monte Alegre
- Roseta
- Rancharia
- Agissê
- Gardênia
- Iepê
- Nantes
- Taciba